# مظفر شاه الثاني سلطان جوهر
السلطان مظفر شاه الثاني بن السلطان علاء الدين ريات شاه الثاني بن السلطان محمود شاه (1546-1570) هو ثاني سلاطين جوهر. كان يعرف باسم رجا مودا بيردانا قبل أن يخلف العرش. تم تنصيبه على عرش جوهر في عام 1564 من قبل الأتشيهيين عند وفاة والده السلطان علاء الدين ريات شاه الثاني، الذي توفي بعد فترة وجيزة من القبض عليه وإعادته إلى آتشيه بعد غزو آتشيه لجوهر.
نقل مظفر الثاني عاصمته إلى سلويوت عام 1565 بدلًا من جوهر لاما لتأكيد استقلاليته عن آتشيه. توفي في عام 1570 بالسم وخلفه السلطان عبد الجليل شاه الأول.